# 亚历克斯·奥伯特
亚历山大·"亚历克斯"·奥伯特（英語：Alexander "Alex" Obert，1991年12月18日—），美国男子水球运动员，2015年泛美运动会男子金牌得主、2019年泛美运动会男子金牌得主、2024年夏季奥林匹克运动会男子铜牌得主。